# البطولات الوطنية الأمريكية 1887 (كرة مضرب)
قائمة بالأبطال في 1887 البطولات الوطنية الأمريكية لكرة المضرب (المعروفة الآن باسم أمريكا المفتوحة):

## الكبار

### فردي رجال
ريتشارد سيرز هزم  هنري سلوكوم 6-1 6-3 6-2

### فردي سيدات
إيلين هانسل هزم  لاورا نايت 6-1, 6-0